# Palais Erzherzog Carl Ludwig

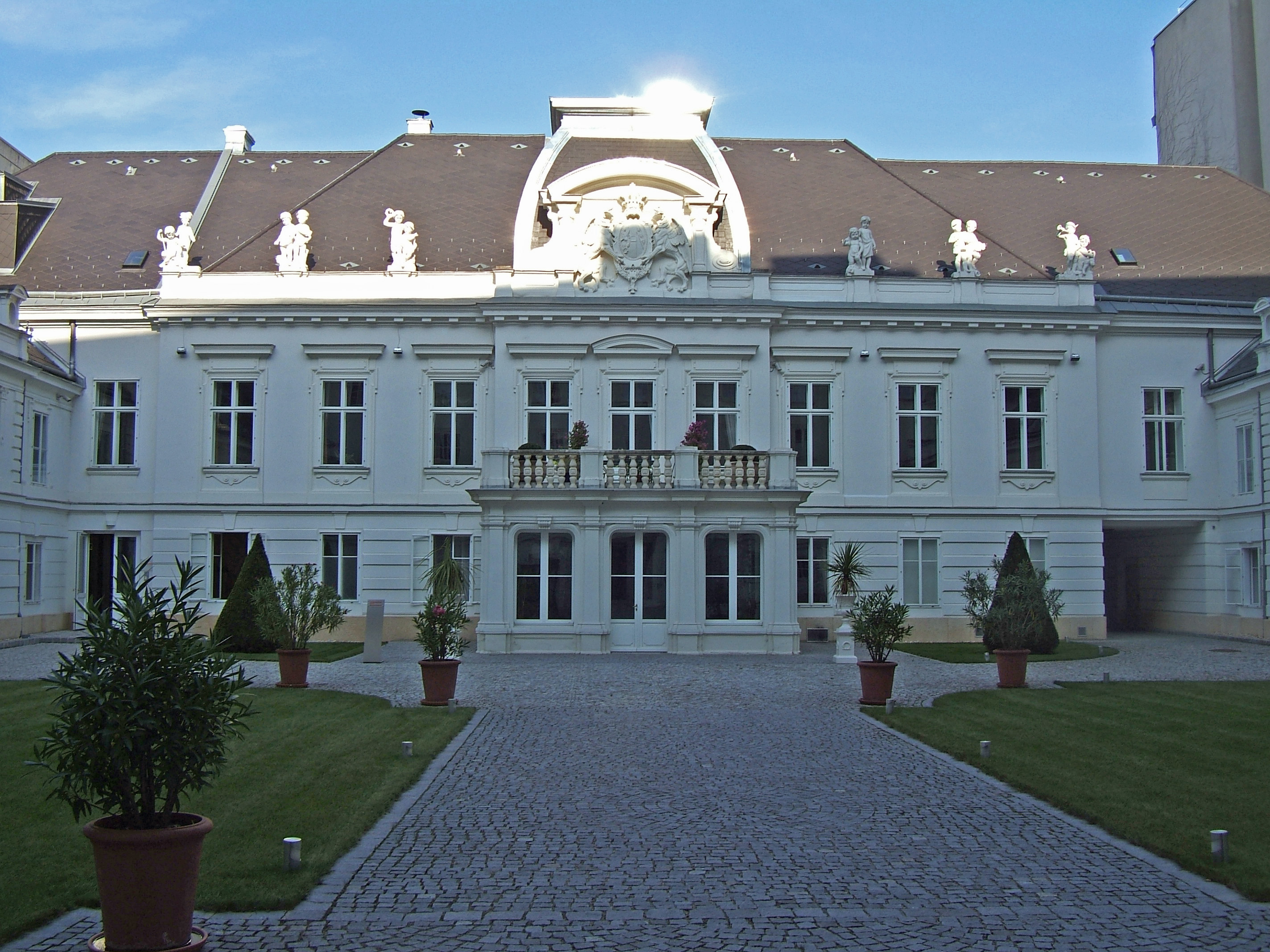
Palais Erzherzog Carl Ludwig

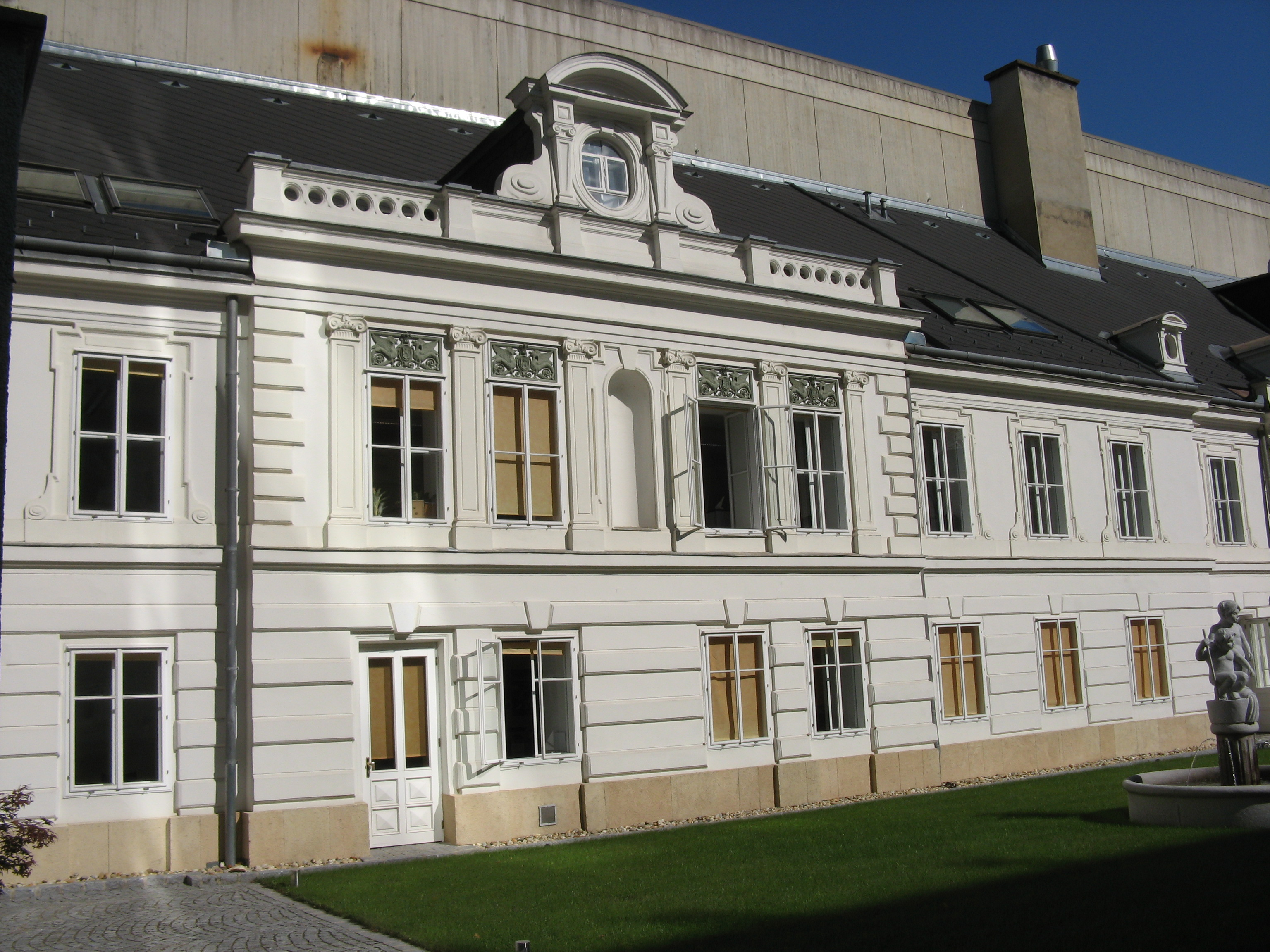
Seitentrakt des Palais Erzherzog Carl Ludwig

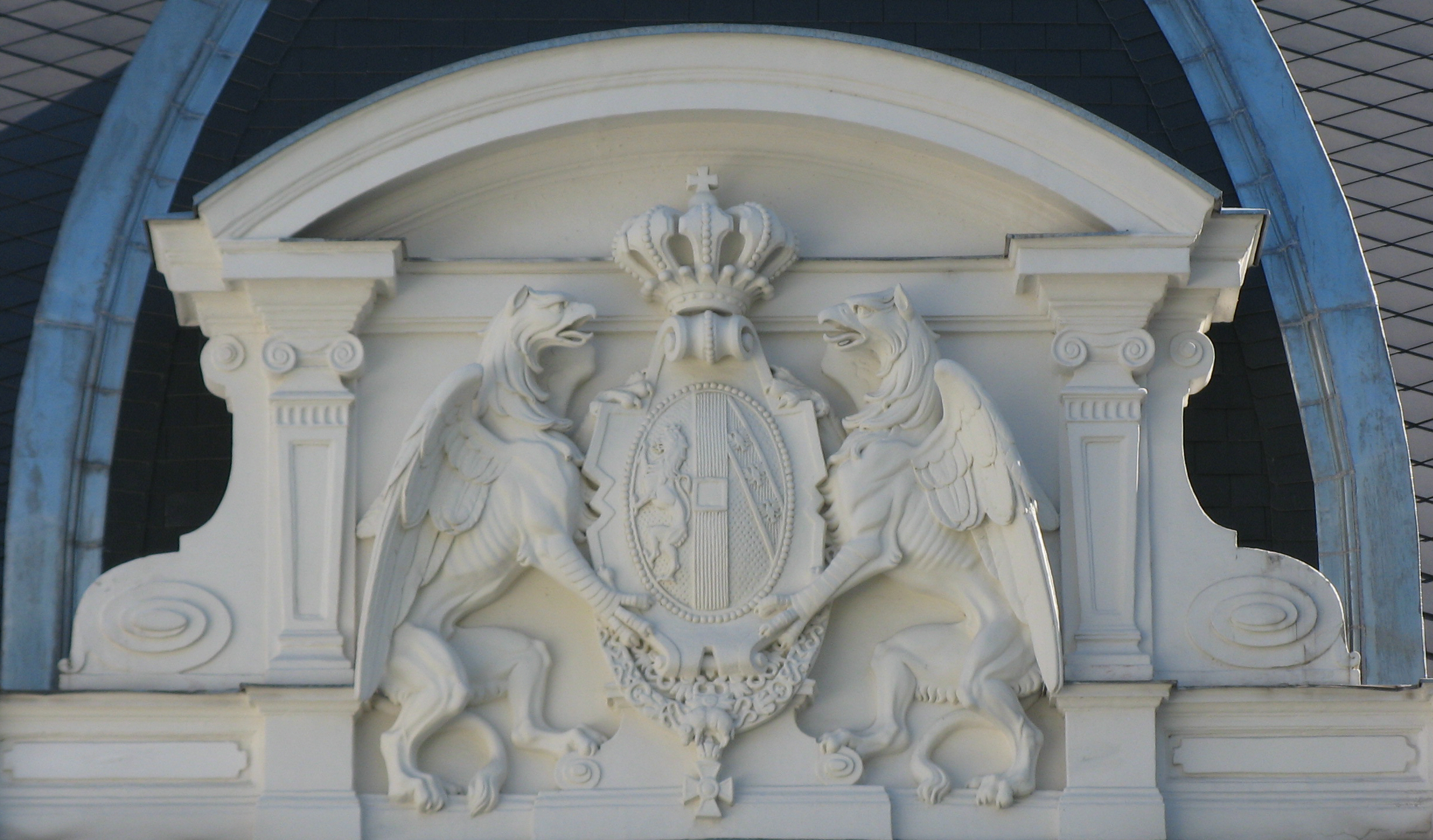
Wappen Habsburg-Lothringen am Palais Erzherzog Carl Ludwig

Das Palais Erzherzog Carl Ludwig befindet sich im 4. Wiener Gemeindebezirk Wieden an der Favoritenstraße 7.

## Geschichte
1780 ließ Franz Freiherr von Prandau von Adalbertus Hild ein barockes Schloss errichten. 1799 erweiterte der Architekt Franz Wipplinger den Bau um zwei seitliche Flügel, wodurch ein Ehrenhof entstand und durch einen Straßentrakt. Das Palais wurde von der Familie Sachsen-Coburg-Koháry erworben und diente bis zum Tod von Maria Antonie Gabriele von Koháry 1862 als Wohnsitz. 1864 wurde der Straßentrakt um ein zweites Stockwerk erweitert und Stallungen errichtet. 1865 kaufte Erzherzog Carl Ludwig das Palais und ließ es 1872–73 von Heinrich Ferstl unter der Bauleitung von Eduard Frauenfeld neu gestalten. Der Straßentrakt des Palais wurde während des Zweiten Weltkrieges zerstört und nach Kriegsende abgebrochen und durch einen modernen Bau ersetzt.

## Beschreibung
Die hofseitige Fassade des Quertraktes wird durch einen flachen Mittelrisalit gegliedert. Im Sockelgeschoß des Risalits ist eine Vorhalle mit Balustrade vorgelagert. Ein segmentbogenförmiger Dachgiebel mit dem Wappen von Habsburg-Lothringen bekrönt den Mittelrisalit. Die hohe Dachzone ist durch eine Attikabrüstung mit Putten und auf den Seitentrakten zusätzlich mit Dachgauben strukturiert. Alle Trakte sind mit einer gebänderten Sockelzone mit rechteckigen Fenstern mit Keilsteinen versehen. Die Fenster in der Beletage haben eine gerade Fensterverdachung, ausgenommen das Fenster in der Mittelachse mit einer segmentbogenförmigen Verdachung, geschichtete Sturzfelder und einfachen Dekor in den Parapeten.
Die Gartenseite des Palais ist ebenfalls durch einen Mittelrisalit mit Balkon, aber sonst eher schlichtem Dekor, gekennzeichnet. Das Balkonzimmer im Inneren besitzt eine Holzdecke im Neorenaissancestil. Der Große Saal ist in Stuccolustro-Technik und einer schönen Spiegeldecke mit Stuck im Stil um 1700 ausgestattet. In den Zwickeln finden sich Allegorien der vier Elemente, Putten in den mittleren Feldern und lagernde Frauengestalten in den ovalen Feldern.